# Støren (stacja kolejowa)
Støren (norw. Støren stasjon) – stacja kolejowa w Støren, w regionie Trøndelag, w Norwegii. Stacja znajduje się na połączeniu dwóch linii Dovrebanen i Rørosbanen. położona jest 52 km na południe od Trondheim.
Stacja znajduje się 66 metrów nad poziomem morza i w odległości 501,20 km od Oslo Sentralstasjon. Odległość do Oslo S przez Røros wynosi 510,37 km. Støren jest obsługiwany przez pociągi regionalne na Rørosbanen i pociągi ekspresowe Norges Statsbaner na Dovrebanen.

## Ruch pasażerski
Należy do linii Rørosbanen, Jest elementem kolei aglomeracyjnej w Trondheim i obsługuje lokalny ruch do Røros, Trondheim S i Steinkjer. W ciągu dnia odchodzi z niej ok. 6 pociągów.

## Obsługa pasażerów
Poczekalnia, kasa biletowa, telefon publiczny, parking na 40 samochodów, parking rowerowy, skrytki bagażowe, automat z napojami. parking rowerów, przystanek autobusowy, postój taksówek.

## Historia
Stacja została otwarta w 1864 roku, kiedy wybudowano linię Trondhjem-Størenbanen, a stacja została zaprojektowana przez Georga Andreasa Bulla. Støren został podłączony do Rørosbanen w 1877 roku i do Dovrebanen w 1921 roku. W tym samym czasie zmieniono skrajnię torów z wąskotorowych na normalnotorowe.
Stacja spłonęła w wyniku działań wojennych wiosną 1940 r., a nowy budynek dworca został wzniesiony na początku 1941 roku w stylu funkcjonalizmu. Budynek był dwukrotnie rozbudowywany w 1952 i 1954.